# Calamus leucosteus
Calamus leucosteus е вид бодлоперка от семейство Sparidae. Видът не е застрашен от изчезване.

## Разпространение и местообитание
Разпространен е в Мексико и САЩ.
Среща се на дълбочина от 10 до 100 m, при температура на водата от 21,2 до 25,4 °C и соленост 35,6 – 36,4 ‰.

## Описание
На дължина достигат до 46 cm.